# Marco Pischorn
Marco Pischorn (Mühlacker, Alemania, 1 de enero de 1986), exfutbolista alemán que jugaba de defensa.

## Clubes
| Club             | País     | Año       |
| ---------------- | -------- | --------- |
| VfB Stuttgart II | Alemania | 2004-2007 |
| VfB Stuttgart    | Alemania | 2007-2008 |
| VfB Stuttgart II | Alemania | 2008-2010 |
| SV Sandhausen    | Alemania | 2010-2013 |
| Preußen Münster  | Alemania | 2013-2016 |
| SGV Freiberg     | Alemania | 2016-2019 |

- Datos: Q73302